# VCD 15
Le VCD 15 est un fusil d'assaut (existant en modèle carabine semi-automatique pour sa version civile), conçu par l'armurier stéphanois Verney-Carron. Le VCD 15 est conçu sur la plate-forme AR-15, assez proche des versions militaires M4 et M16. Sa carcasse est en aluminium 7075 dit zicral.

## Historique

### Version civile
La version carabine semi-automatique est vendue sur le marché civil français à un tarif, en 2023, d'environ 2 000 euros.

### Fusil d'assaut
La presse annonce le 6 novembre 2023 la signature d'un contrat manufacturé avec l'Ukraine pour 10 000 fusils d'assaut VCD 15 ainsi que 2 000 fusils de précision VCD 10 et 400 lance-grenades LP 40,

## Utilisateurs fusil d'assaut
- Maroc : Forces spéciales de la marine royale marocaine, dévoilé en 2023[5]
- Ukraine : signature le 6 novembre 2023 d'un contrat pour 10 000 fusils d'assaut VCD 15, finalement non réalisé[3],[4].